# 基尔丝滕·维尔德
基尔丝滕·卡莱恩·维尔德（荷蘭語：Kirsten Carlijn Wild，1982年10月15日—）生于上艾瑟尔省阿尔默洛，是一名荷兰女子自行车运动员。她在十二三岁时开始接触自行车，然而后来由于其兄弟在练习自行车时受伤，她的父母便不允许她练习自行车，直到她十八岁，她才说服其父母并正式开始从事自行车运动。基尔丝滕同时从事公路自行车和场地自行车运动，然而在职业生涯早期，她仅在公路自行车项目上参加过国际赛事，直到2011年，她才首次在场地自行车的国际赛事中出战。